# Francesco d'Isa
Francesco d'Isa (Capua, 1572 – Roma, 1622) è stato un drammaturgo italiano.
Dal 1600 al 1622 ricoprì la carica di Abate curato nella Chiesa Abbaziale San Martino Vescovo a Macerata Campania. Tra il 1610 e il 1630 circa, sotto il nome del fratello Ottavio d'Isa, pubblicò cinque commedie: Fortunia, Alvida, Flaminia, Malmaritato, Ginevra. È considerato l'ultimo valido continuatore della commedia cinquecentesca e classicheggiante.
Morì a Roma nel 1622, dove fu sepolto nella chiesa di S. Maria del Popolo a spese di un gentiluomo suo concittadino, Vincenzo Frapperio Ratta.